# ماکسیمیلیان هرتسبرگر

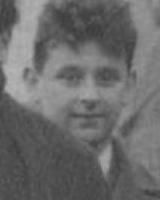
نگارهٔ ماکسیمیلیان هرتسبرگر - ۱۹۳۰

ماکسیمیلیان یاکوب هرتسبرگر (به آلمانی: Maximilian Jacob Herzberger) (زاده مارس ۱۸۹۹ در برلین-درگذشته ۹ آوریل ۱۹۸۲ در نیواورلئان) ریاضی‌دان و فیزیک‌دان اهل آلمان بود.

## زندگی و کارنامه
وی در دانشگاه برلین ریاضیات و فیزیک آموخت و یکی از استادانش در این دانشگاه آلبرت اینشتین بود. وی درجه دکتری را با سرپرستی لودویگ بیبرباخ و ایسای شور دریافت کرد و سپس در دانشگاه ینا به عنوان دستیار سرگرم به کار شد. با روی کار آمدن حزب نازی از کار برکنار شد و در پی آن به همراه خانواده اش به آمریکا کوچید. در آمریکا به عنوان سرپرست آزمایشگاه های لنز در ایستمن کداک استخدام شد و در ۱۹۵۴ در آنجا توانست لنز سوپر آکرومات را بسازد. او در سال ۱۹۶۵ از کداک بازنشسته شد و سپس به بنیانگذاری مرکزی برای پژوهشهای اپتیک همت گماشت. هرتسبرگر در سال ۱۹۶۸ دعوت دانشگاه نیواورلئان برای تتدریس در دانشکده فیزیک آن دانشگاه را پذیرفت.